# 호모 안테세소르
호모 안테세소르(Homo Antecessor)는 약 120만년 전에서 80만년 전 사이에 살았던 화석인류로 스페인 북부에서 Eudald Carbonell과 J. L. Arsuaga와 J. M. Bermúdez de Castro에 의해 발견되었다.
유럽에 살았던 호미니드 중에서 제일 오래 된 것 중 하나로 추정된다. 키는 160cm~180cm 사이로 추정되고, 성인남성의 평균체중은 90kg정도였다. 뇌용적은 1,000–1,150 cm³이며 이는 현생 인류의 평균인 1,350 cm³보다 작은 것이다.
호모 안테세소르를 호모 에르가스테르와 호모 하이델베르겐시스간의 연결고리로 생각하는 견해가 있으며, 이 종이 실제로는 유럽에서 60만년전부터 20만년전까지 생존했던 호모 하이델베르겐시스와 같은 종이라는 소수의 견해도 있다.

## 같이 보기
- 호모 세프렌시스
- 호모 게오르기쿠스
- 헤이즈버러 발자국 유적
- 네안데르탈인